# (35598) 1998 HZ118
1998 HZ118 (asteroide 35598) é um asteroide da cintura principal. Possui uma excentricidade de 0.12125830 e uma inclinação de 15.69055º.
Este asteroide foi descoberto no dia 23 de abril de 1998 por LINEAR em Socorro.